# 兔足三叶草
兔足三叶草（学名：Trifolium arvense）是一种三叶草。在欧洲除北极圈外大部分地区可见，在西亚生长在海拔1600米以下的平原和山区。它生长在干燥的沙质土壤，酸性和碱性都可以，通常出现在地田野边缘、荒地，道路的两侧，有时也在沙丘和没有灌溉的葡萄园或者果园可以见到。
这是一种小型直立一年生草本花卉，有时二年生，生长至10-40厘米高。像所有的三叶草一样，它的叶子分为三个纤细无柄小叶，长1-2厘米，宽3-5毫米，有时边缘有小细毛和细锯齿。叶有一对托叶在基部，经常为红色。花都集中在一个长2-3厘米，1-1.5厘米宽的密集的花序上，每朵花为4-5毫米长，颜色浅粉白色，特别是有许多柔滑白色的毛茸，其尖端有五个萼片。这些毛茸，和长方形形状的花序一起是其名称的来源。授粉通过蜜蜂，或通过自花授粉，因为该植物是雌雄同体，且开花季节从仲春到夏末。果实为一个小荚，里面有一粒种子。